# Pinjonmuis
De pinjonmuis (Peromyscus truei)  is een zoogdier uit de familie van de Cricetidae. De wetenschappelijke naam van de soort werd voor het eerst geldig gepubliceerd door Shufeldt in 1885.

## Voorkomen
De soort komt voor in Mexico en de Verenigde Staten.